# マイテク・センター北九州
マイテク・センター北九州は、職業訓練法人北九州地区職業訓練協会が運営する認定職業訓練による施設の愛称である。福岡県北九州市八幡東区大蔵にある。正式名称は北九州地域職業訓練センター。

## 概要
技能者の育成、技術の向上などを行い、地域経済、社会の発展に役立つことを目的としている。厚生労働省所管の独立行政法人雇用・能力開発機構が全国に設置し、運営を職業訓練法人に委託していた地域職業訓練センターの一つであったが、2008年の雇用・能力開発機構の廃止方針に伴い、2010年度末までに国の事業としては廃止された。
講座として主に
- 失業者訓練
- 企業訓練
- 一般講座

安全衛生教育（フォークリフト・玉掛け・小型移動式クレーン・特化物・有機溶剤・酸欠・高所作業車など）
教養講座（表装・介護士・建築士など）
パソコン講座（ipadやデジタルカメラなど）
を開設している。(詳細はホームページ)

## 施設状況
2013年4月1日現在 北九州地域職業訓練センター利用料金表より
| 名称        | 面積        | 定員        |
| （本館3階） | （本館3階） | （本館3階） |
| ----------- | ----------- | ----------- |
| 講堂No.1    | 120         | 84          |
| 講堂No.2    | 70          | 48          |
| 講堂No.3    | 70          | 48          |
| （本館2階） |             |             |
| 第1教室     | 40          | 18          |
| 第2教室     | 56          | 40          |
| 第3教室     | 61          | 32          |
| 第4教室     | 80          | 42          |
| （実習棟）  |             |             |
| 第5教室     | 51.7        | 10          |
| 第6教室     | 38.7        | 32          |
| 第7教室     | 75          | 40          |
| 第8教室     | 125         | 64          |
| 第9教室     | 24          | 20          |
| 実習場      | 507         |             |

## 近隣施設
- 北九州市立大蔵小学校
- 北九州市立大蔵市民センター
- 製鉄給食
- 麻生医院
- 創価学会八幡東文化会館
- スピナ大蔵店

## 交通機関
西鉄バス
- JR八幡駅より西鉄バス『大蔵』バス停下車 徒歩10分
- 系統番号56番、上重田行き西鉄バス『大蔵小学校前』バス停下車 徒歩1分